# Harpanahalli
Harpanahalli é uma panchayat (vila) no distrito de Davanagere, no estado indiano de Karnataka.

## Geografia
Harpanahalli está localizada a 14° 48′ N, 75° 59′ L. Tem uma altitude média de 633 metros (2076 pés).

## Demografia
Segundo o censo de 2001, Harpanahalli tinha uma população de 41 889 habitantes. Os indivíduos do sexo masculino constituem 52% da população e os do sexo feminino 48%. Harpanahalli tem uma taxa de literacia de 55%, inferior à média nacional de 59,5%: a literacia no sexo masculino é de 60% e no sexo feminino é de 48%. Em Harpanahalli, 14% da população está abaixo dos 6 anos de idade.